# Agencja Dramatu i Teatru
Agencja Dramatu i Teatru (ADiT) – niezależna polska agencja teatralna i wydawnictwo, działająca na rynku od 1993 roku, powołana do życia przez Elżbietę Manthey, teatrolożkę, absolwentkę Uniwersytetu Wrocławskiego, w latach 70. związaną z działaniami parateatralnymi Teatru Laboratorium Jerzego Grotowskiego.

## Agencja
Agencja Dramatu i Teatru reprezentuje dramatopisarzy i tłumaczy literackich w zakresie praw autorskich, promuje współczesną dramaturgię w Polsce i na świecie, organizuje próby czytane, warsztaty dramaturgiczne, wydaje antologie. Służy też informacją o prawach autorskich do sztuk oraz konsultacjami repertuarowymi w zakresie tematycznym i obsadowym. Agencja współpracuje z pokrewnymi agencjami na świecie.

## Wydawnictwo
ADiT ma na koncie wydanie antologii sztuk m.in. Harolda Pintera, Jona Fossego i Hanocha Levina. Twórczość tego ostatniego była przedmiotem zorganizowanej przez agencję w 2016 roku konferencji „Hanoch Levin w teorii i praktyce teatralnej – klucze interpretacyjne”.
Wśród innych pozycji znajdują się m.in. dramaty austriackich, niemieckich, irlandzkich, angielskich czy nowozelandzkich autorów, jak „Tradycyjnie w opozycji”, „Dwa oceany. Antologia współczesnych sztuk nowozelandzkich”, „Austriacki dramat współczesny” (cztery tomy monograficzne: P. Turrini, G. Tabori, F. Mitterer, W. Bauer), dwutomowa antologia „Współczesne sztuki uznanych autorów niemieckich. Zbliżenia – tom I” i „Współczesne sztuki młodych autorów niemieckich. Końce świata – tom II”, czy „Ikony, pseudoherosi i zwykli śmiertelnicy. Antologia najnowszego dramatu polskiego”.
Inne tytuły to tłumaczone po raz pierwszy na język polski dramaty Hermanna Brocha „Rozgrzeszenie. Z powietrza wzięte”, dwutomowe wydanie „Dramatów zebranych” Ödöna von Horvátha i „Dramatów zebranych” Maksa Frischa, „Dramaty wybrane” Arthura Schnitzlera w nowych tłumaczeniach, utwory sceniczne Elfriede Jelinek „Babel. Podróż zimowa” i „Wspomnijcie synów Ulsteru” Franka McGuinnessa, Hanocha Levina (z wydawnictwem Austeria): „Ja, ty i następna wojna. Teatr życia i śmierci”, „Udręka życia i inne dramaty rodzinne”, „Wielka nierządnica z Babilonu i inne sztuki mityczne”, „Królestwo wszechwanny. Proza, skecze, piosenki, poezja”, czy wybór sztuk duńskiego pisarza Petera Asmussena „Śmierć jest innym gatunkiem muzyki”.
Pierwszą powieścią wydaną przez ADiT była „Męskość. Opowieść o uzależnieniu” Łukasza Chotkowskiego.

## Edukacja
Agencja Dramatu i Teatru regularnie organizuje seminaria z wybranych zagadnień prawa autorskiego, spotkania z autorami i tłumaczami i warsztaty we współpracy z Państwową Wyższą Szkołą Filmową, Telewizyjną i Teatralną im. Leona Schillera w Łodzi.